# Qazvin
Qazvin este un oraș din Iran.